# Leptopelis yaldeni
Espèce
Statut de conservation UICN

 VU B1ab(iii) : Vulnérable
Leptopelis yaldeni est une espèce d'amphibiens de la famille des Arthroleptidae.

## Répartition
Cette espèce est endémique d'Éthiopie. Elle se rencontre de 2 000 à 2 700 m d'altitude dans la région d'Amhara.

## Description
Les mâles mesurent de 26 à 34 mm et les femelles de 38 à 43 mm.

## Étymologie
Cette espèce est nommée en l'honneur de Derek Yalden.

## Publication originale
- Largen, 1977 : The status of the genus Leptopelis (Amphibia Anura Hyperoliidae) in Ethiopia, including descriptions of two new species. Monitore Zoologico Italiano. Nuova Serie, Supplemento, Firenze, vol. 9, p. 85-136.